# György Matolcsy
György Matolcsy (Budapest, 18 de julio de 1955) es un economista, que fue ministro de economía (2000-2002) y ministro de economía nacional (2010-2013), y desde el 4 de marzo de 2013 ocupa el cargo de gobernador del Banco Nacional de Hungría, sucediendo a András Simor. 
Está casado y tiene dos hijos. 

## Educación y experiencia de trabajo
Matolcsy tiene un doctorado con una tesis que versaba sobre conversión de las empresas de propiedad estatal húngaras en sociedades holding, una tarea que él defendió con éxito en 1981. Asistió a la Universidad Karl Marx de la Economía (1972-1977), donde obtuvo una licenciatura en economía. 
Comenzó a trabajar en el Ministerio de finanzas en 1978, donde trabajó hasta el año 1985. En 1985 comenzó a trabajar en el Instituto de Investigación Financiera, y en 1987 se trasladó a Financial Research PLC, como un teórico, investigador y asesor en el área de mercados de capitales. Después de trabajar en la Oficina del Primer ministro en 1990, el secretario de estado y asesor del primer ministro József Antall, fue director del Instituto de Investigación sobre Privatizaciones en 1991. 
De 1991 a 1994 trabajó para el Banco Europeo para la reconstrucción y el desarrollo (BERD) en Londres. Los tres primeros años se sentó en el consejo de administración, y fue el representante de Hungría en el BERD. En el último año, fue el director del BERD. Después de esto, trabajó muchos años para el Istituto de Investigación sobre Privatizaciones, que con el tiempo cambió su nombre por el de Instituto para el Crecimiento; aquí trabajó desde 1995 hasta 2010, sólo interrumpido por dos años en el Ministerio de Finanzas en el período 2000-2002, donde fue Ministro de Economía, y fue el responsable del Plan Széchenyi. También fundó el Instituto de Desarrollo Económico húngaro en 2007, donde trabajó hasta el año 2010.
Matolcsy fue el ministro para la economía nacional, durante el gobierno de Viktor Orbáns, de 2010 a 2013. El 1 de marzo de 2013, el primer ministro Orbán anunció que Matolcsy sería nominado para el cargo de gobernador, y el 4 de marzo, sucedió a András Simor.

## Premios
- 2013 - Barankovics Moneda Conmemorativa del premio

## Versiones
- 1991 - "Lábadozásunk évei" (Años de Recuperación)
- 1998 - "Calcetín (vagy kevés?)" (Terapia de choque, o Demasiado Poco?)
- 2003 - "Élő emlékeink" (Nuestras Memorias)
- 2004 - "Amerikai birodalom" (Imperio Americano)
- 2008 - Éllovasból sereghajtó (De la vanguardia a la retaguardia)